# Karen Leigh King
Karen Leigh King, née en 1954, est une théologienne, historienne et universitaire américaine, spécialiste de christianisme ancien et de gnosticisme.
Elle a occupé, de 1998 à 2008, la chaire Winn d'histoire ecclésiastique de la Harvard Divinity School. En octobre 2009, elle succède à Harvey Cox et devient la première femme titulaire de la prestigieuse Hollis Chair of Divinity, la plus ancienne en dotation des États-Unis (1721).

## Évangile dit « de la femme de Jésus »
En septembre 2012, Karen L. King annonce avoir découvert un fragment de papyrus rédigé en copte contenant les mots « ... Jésus leur dit, ma femme,,… ». Dès le 28 septembre 2012, L'Osservatore Romano publie un article du professeur Alberto Camplani expliquant que le fragment est un faux. D'autres experts ont conclu assez rapidement à un faux. Toutefois des examens effectués par des papyrologues à la demande de Karen King plus tôt au cours de l'année 2012 avaient laissé entendre que le papyrus pourrait être authentique. Début avril 2014, des analyses complémentaires effectuées par des scientifiques appartenant à l'université Columbia, à l'université Harvard et au MIT confirment que le papyrus pourrait bien dater d'une période située entre le Ve et le VIIIe siècle,. Puis en juin 2016, à la suite d'un article d'Ariel Sabar publié par The Atlantic en juin 2016, Karen L. King a annoncé que les nouvelles informations apprises sur le propriétaire du document, Walter Fritz, faisaient pencher la balance des preuves vers l'idée que l'Évangile de la femme de Jésus serait un faux.